# Slatina (Bor)
Slatina (Kyrillisch: Слатина) ist ein Dorf in der Opština Bor und im Okrug Bor im Osten Serbiens.

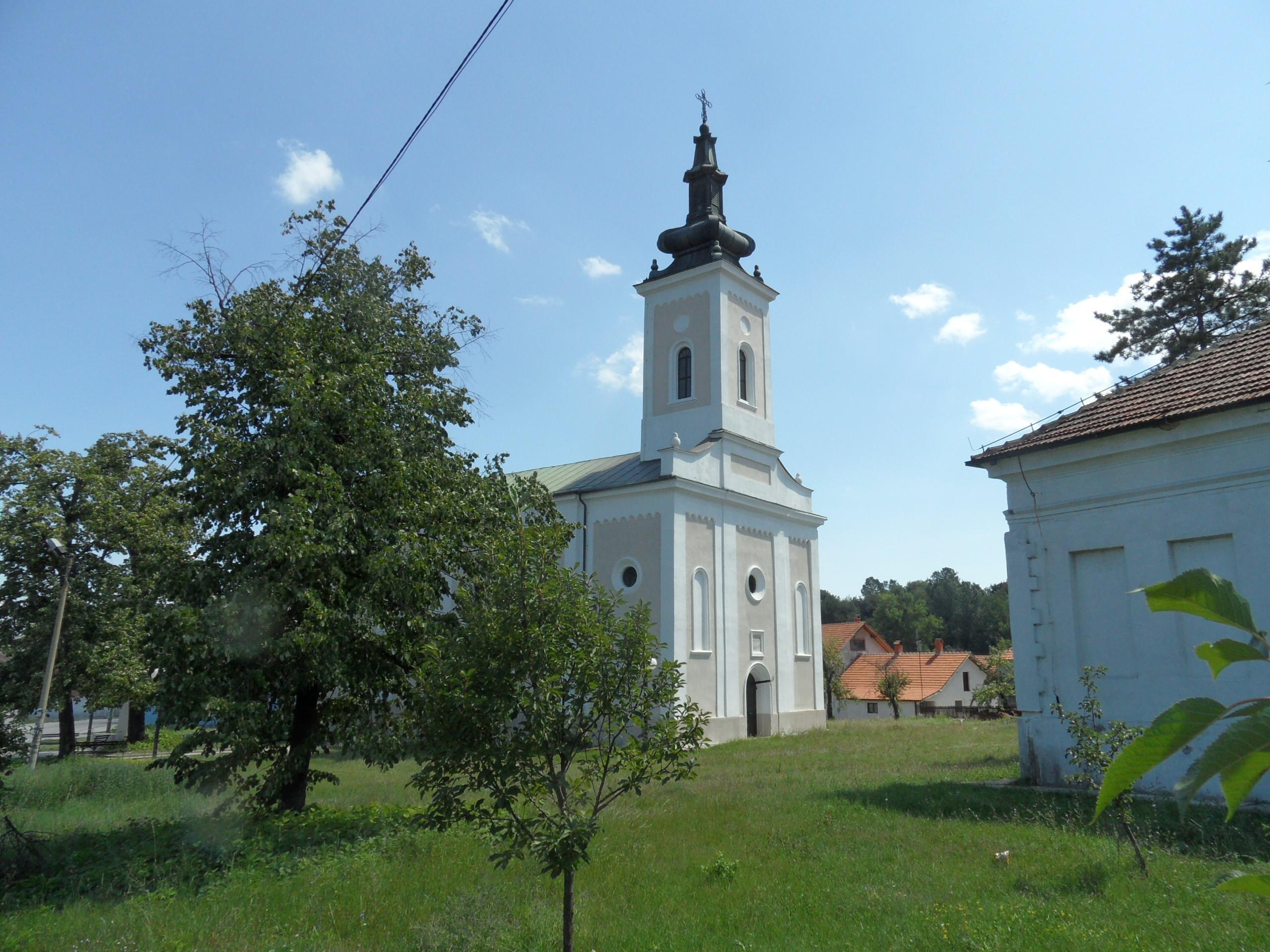
Serbisch-orthodoxe Mariä-Entschlafens-Kirche in Slatina

Es liegt fünf Kilometer südöstlich von Bor auf etwa 250 m Höhe an der Hauptstraße von Bor nach Zaječar. Durch Slatina fließt das Flüsschen Borska reka. Der Ort verfügt über einen Bahnhof an der Strecke Bor – Zaječar.

## Einwohner
Die Volkszählung 2002 (Eigennennung) ergab, dass 921 Menschen im Dorf leben.
In Slatina gibt es keine absolute Bevölkerungsmehrheit. Die größte ethnische Gruppe sind die Walachen, gefolgt von den Serben. Zudem leben im Dorf auch Jugoslawen, Rumänen und Roma. Sowie auch neun Deutsche. Die Mehrheit der Bevölkerung gehört der Serbisch-orthodoxen Kirche an. 
Weitere Volkszählungen:
- 1948: 1.350
- 1953: 1.381
- 1961: 1.562
- 1971: 1.325
- 1981: 1.253
- 1991: 1.116